# أطلقي سرك
«أطلقي سرك» (بالإنجليزية: Let It Go)‏ هي أغنية من فيلم ديزني ملكة الثلج لعام 2013، الحائزة على الأوسكار، تلحين وكتابة كريستين اندرسون لوبيز وروبرت لوبيز. تم أداء الأغنية في الفيلم من طرف المغنية الأمريكية إيدينا منزل في دور الملكة إلسا. غنتها عندما نُبذت إلسا وتخلت عن مملكتها بعد معرفة الناس قدرتها السحرية في إنشاء والتحكم بالجليد، حيث تدرك أنها لم تعد بحاجة لإخفاء قدراتها الهائلة التي تكمن في الجليد، تطلق إلسا لنفسها العنان وتزيل العوائق التي كانت تواجها منذ طفولتها وتستخدم قواها دون خوف.
حصلت أغنية «أطلقي سرك» (بنسختها الأصلية) على جائزة الأوسكار لأفضل أغنية أصلية في حفل توزيع جوائز الأوسكار السادس والثمانون، حيث أدت إيدينا منزل الأغنية على الهواء.
تقوم نسمة محجوب بأداء الأغنية في النسخة العربية.

## التأليف

إلسا تطلق العنان لقواها خلال أغنيتها "أطلقي سرك"

كانت أغنية «أطلقي سرك» (Let It Go) أول أغنية كتبها كريستين اندرسون لوبيز وروبرت لوبيز للفيلم، أخذ الثنائي إلهامهما من أفلام ديزني الأخرى مثل حورية البحر و الجميلة والوحش وعدة فنانين مختلفين منهم أديل. من غير قصد، كان تركيب الأغنية محور وصف إلسا في الفيلم. رغم أن إلسا كانت مكتوبة في الأصل باعتبارها شريرة، أعاد كريس بك وجنيفر لي الكتابة تدريجيا لجعل إلسا واحدة من أبطال الفيلم بعد تأليف «أطلقي سرك» (Let It Go).
كتب كريستين اندرسون لوبيز وروبرت لوبيز الأغنية خصيصا لإيدينا منزل، باعتبارها «واحدة من أكثر الأصوات المجيدة من برودواي ورمز في المسرح الموسيقي.» أتخذ المدى الصوتي لمنزل قيد النظر أثناء التلحين.

## الاستقبال الحاسم
تلقت الأغنية اشادة عالمية من نقاد السينما، نقاد الموسيقى، والجماهير، مع التشبيه الإيجابي لأغنية "Defying Gravity" تحدي الجاذبية (الأغنية لإيدينا منزل أيضا).

### الجوائز
| Awards                                       | Awards           | Awards  | Awards |
| الجوائز                                      | الفئة            | النتيجة |        |
| -------------------------------------------- | ---------------- | ------- | ------ |
| حفل توزيع جوائز الأوسكار السادس والثمانون    | أفضل أغنية أصلية | فوز     |        |
| حفل توزيع جوائز الغولدن غلوب الواحد والسبعون | أفضل أغنية أصلية | رُشِّح     |        |
| جائزة اختيار النقاد للأفلام                  | أفضل أغنية       | فوز     |        |
| جائزة العنقاء السينيمائية                    | أفضل أغنية أصلية | فوز     |        |
| جائزة دنفرالسنمائية                          | أفضل أغنية أصلية | فوز     |        |
| جائزة ستالايت                                | أفضل أغنية أصلية | رُشِّح     |        |
| جمعية نقاد البث السينمائي                    | أفضل أغنية أصلية | فوز     |        |

## لغات أخرى
إلى جانب النسخة الأصلية باللغة الإنجليزية، دبلج ملكة الثلج إلى 42 لغة ولهجة، منها اللغة العربية.
| المغنية                                                                                                  | العنوان                                     | الترجمة                                         | اللغة                          |
| --- | ------------------------------------------- | ----------------------------------------------- | ------------------------------ |
| نسمة محجوب                                                                                               | أطلقي سرك                                   | أطلقي سرك                                       | العربية                        |
| Taryn Szpilman                                                                                           | "Livre estou"                               | "أنا حرة"                                       | البرتغالية البرازيلية          |
| Надежда Панайотова (Nadezhda Panayotova)                                                                 | "Слагам край"                               | "سأضع حد"                                       | البلغارية                      |
| 白珍寶 (Bái Zhēn Bǎo; Jobelle Ubalde)[بحاجة لمصدر]                                                       | "冰心鎖"                                    | "مفتاح القلب الجامد"                            | الكنتونية                      |
| جيزيلا (فنان)                                                                                            | "¡Suéltalo!"                                | "دعيه ينطلق!"                                   | الإسبانية القشتالية            |
| Gisela                                                                                                   |                                             |                                                 | كتالانية                       |
| Nataša Mirković[بحاجة لمصدر]                                                                             | "Puštam sve"                                | "سأطلق كل شيء"                                  | الكرواتية                      |
| Monika Absolonová                                                                                        | "Najednou"                                  | "فجأة"                                          | التشيكية                       |
| Maria Lucia Heiberg Rosenberg                                                                            | "Lad det ske"                               | "دعيه يحدث"                                     | الدنماركية                     |
| Willemijn Verkaik                                                                                        | "Laat het los, laat het gaan"               | "دعيه ينطلق، دعيه ينطلق"                        | الهولندية                      |
| Hanna-Liina Võsa[بحاجة لمصدر]                                                                            | "Olgu nii"                                  | "فليكن"                                         | الإستونية                      |
| Katja Sirkiä[بحاجة لمصدر]                                                                                | "Taakse jää"                                | "تركتها"                                        | الفنلندية                      |
| Elke Buyle                                                                                               | "Laat het los"                              | "دعيها تذهب"                                    | فلامون                         |
| Anaïs Delva (movie and credits)                                                                          | "Libérée, délivrée"                         | "محررة، طليقة"                                  | لغة فرنسية                     |
| Willemijn Verkaik                                                                                        | "Lass jetzt los"                            | "دعيها الان"                                    | لغة ألمانية                    |
| Σία Κοσκινά (Sia Koskiná)[بحاجة لمصدر]                                                                   | "Και ξεχνώ"                                 | "ولقد نسيت"                                     | لغة يونانية                    |
| Nikolett Füredi[بحاجة لمصدر]                                                                             | "Legyen hó"                                 | "Let There Be Snow"                             | لغة مجرية                      |
| أجوستا إيفا إرليندسدوتير[بحاجة لمصدر]                                                                    | "Þetta er nóg"                              | "هذا يكفي"                                      | لغة آيسلندية                   |
| سيرينا أوتييري (movie) and مارتينا ستوسل (credits)                                                       | "All'alba sorgerò"                          | "سأشرقُ عند الفجر"                               | لغة إيطالية                    |
| Takako Matsu (松 たか子 Matsu Takako) (movie) and ماي جي (credits)                                       | Ari no Mama de ‎ ("ありのままで")            | "كما أنا"                                       | لغة يابانية                    |
| 박혜나 (Park Hyena) (movie) and هيورين (credits)                                                         | "다 잊어" (movie) and "Let It Go" (credits) | "إنسي كل شيء" (movie) and "Let It Go" (credits) | لغة كورية                      |
| Carmen Sarahí (movie) and Martina Stoessel (credits)                                                     | "Libre soy"                                 | "أنا حرة"                                       | اللغة الإسبانية في الأمريكتين ‏ |
| Jolanta Strikaite                                                                                        | ″Lai snieg″                                 | ″دعيها تُثلج″                                    | لغة لاتفية                     |
| Girmantė Vaitkutė[بحاجة لمصدر]                                                                           | "Tebūnie"                                   | "دعيها كما هي"                                  | لغة ليتوانية                   |
| مارشا ميلان (movie and credits)                                                                          | "Bebaskan"                                  | "حريريها"                                       | لغة ماليزية                    |
| 胡维纳 (Weina "Jalane" Hu) (movie) and 姚贝娜 (Beina "Bella" Yao) (credits)                              | "随它吧"                                    | "دعيها كما هي"                                  | Mandarin                       |
| Lisa Stokke                                                                                              | "La den gå"                                 | "دعيها تذهب"                                    | لغة نرويجية                    |
| Katarzyna Łaska                                                                                          | "Mam tę moc"                                | "لدي هذه القوة"                                 | Polish                         |
| Ana Margarida Encarnação                                                                                 | "Já passou"                                 | "لقد مرت/لقد مرت بالفعل "                       | Portuguese                     |
| دالما كوفاتش                                                                                             | "S-a întâmplat"                             | "It Happened"                                   | لغة رومانية                    |
| Анна Бутурлина (Anna Buturlina) (movie) and Юлия Довганишина (Yulia Dovganishina) (credits)[بحاجة لمصدر] | "Отпусти и забудь"                          | "دعيها وانسي"                                   | لغة روسية                      |
| Јелена Гавриловић (Jelena Gavrilović)                                                                    | "Сад је крај" ("Sad je kraj")               | "الان هي النهاية "                              | لغة صربية                      |
| Andrea Somorovská[بحاجة لمصدر]                                                                           | "Von to dám"                                | "انا اطلقها"                                    | لغة سلوفاكية                   |
| Nuška Drašček Rojko[بحاجة لمصدر]                                                                         | "Zaživim"                                   | "جئتُ للحياة "                                   | لغة سلوفينية                   |
| Annika Herlitz                                                                                           | "Slå dig fri"                               | "حرري نفسك"                                     | Swedish                        |
| 林芯儀 (Lín Xīn Yí; Shennio Lin)[بحاجة لمصدر]                                                            | "放開手"                                    | "دعيها"                                         | التايوانية الماندرين ‏          |
| วิชญาณี เปียกลิ่น (แก้ม) (Wichayanee Piaklin; Gam)                                                             | "ปล่อยมันไป"                                  | "دعيها تذهب"                                    | Thai                           |
| Begüm Günceler[بحاجة لمصدر]                                                                              | "Aldırma"                                   | "لا تبالي بها"                                  | Turkish                        |
| Шаніс (Shanis)[بحاجة لمصدر]                                                                              | "Все одно"                                  | "لا يهم"                                        | Ukrainian                      |
| Dương Hoàng Yến                                                                                          | "Hãy bước đi"                               | "تقدمي للأمام"                                  | Vietnamese                     |

## وصلات خارجية
- Disney's Frozen "Let It Go" Sequence Performed by Idina Menzel على يوتيوب
- Disney's Frozen - "Let It Go" Multi-Language Full Sequence على يوتيوب
- Disney's Frozen - "Let It Go" Sing-Along Version على يوتيوب
- Demi Lovato - "Let It Go" (from Frozen) (Official) على يوتيوب